# Eduard Tubin
Eduard Tubin (18 de junho de 1905 – 17 de novembro de 1982) foi um compositor e maestro estoniano.